# Kryszina Dsmitruk
Kryszina Dsmitruk (belarussisch Крысціна Дзмітрук, eng: Kristina Dmitruk; * 25. September 2003) ist eine belarussische Tennisspielerin.

## Karriere
Dsmitruk begann mit sechs Jahren das Tennisspielen und bevorzugt Hartplätze. Sie spielt vorrangig auf der ITF Women’s World Tennis Tour, wo sie bislang sechs Titel im Einzel und drei im Doppel gewann.
2020 gewann sie den Titel beim J1 Prag West sowohl im Einzel als auch, mit ihrer Partnerin Aljona Falej, im Doppel. Bei den French Open 2020 erreichte sie im Juniorinneneinzel wie auch im Juniorinnendoppel mit Jana Kaladsinskaja jeweils das Viertelfinale.
In Wimbledon 2021 gewann sie mit Partnerin Diana Schneider den Titel im Juniorinnendoppel. Im Finale triumphierten sie gegen Sofia Costoulas/Laura Hietaranta mit 6:1 und 6:2.

## Turniersiege

### Einzel
| Nr. | Datum             | Turnier        | Kategorie | Belag     | Finalgegnerin       | Ergebnis         |
| --- | ----------------- | -------------- | --------- | --------- | ------------------- | ---------------- |
| 1.  | 13. Februar 2022  | Monastir       | ITF W15   | Hartplatz | Valentina Ryser     | 6:2, 6:1         |
| 2.  | 21. August 2022   | Ourense        | ITF W25   | Hartplatz | Nefisa Berberović   | 7:5, 6:1         |
| 3.  | 4. August 2024    | Mohammedia     | ITF W35   | Sand      | Çağla Büyükakçay    | 6:3, 65:7, 6:3   |
| 4.  | 14. Oktober 2024  | Quinta do Lago | ITF W50   | Hartplatz | Yasmine Mansouri    | 6:4, 6:3         |
| 5.  | 17. November 2024 | Funchal        | ITF W50   | Hartplatz | Francesca Curmi     | 6:1, 3:2 Aufgabe |
| 6.  | 9. März 2025      | Gurugram       | ITF W35   | Hartplatz | Jekaterina Makarowa | 6:3, 6:2         |

### Doppel
| Nr. | Datum            | Turnier  | Kategorie | Belag     | Partnerin            | Finalgegnerinnen                 | Ergebnis         |
| --- | ---------------- | -------- | --------- | --------- | -------------------- | -------------------------------- | ---------------- |
| 1.  | 8. Mai 2021      | Antalya  | ITF W15   | Sand      | Federica Bilardo     | Matilda Mutavdzic Antonia Ružić  | 6:3, 0:6, [10:7] |
| 2.  | 19. Februar 2022 | Monastir | ITF W15   | Hartplatz | Maria Sholokhova     | Sofia Costoulas Clervie Ngounoue | 3:6, 6:2, [10:5] |
| 3.  | 7. Januar 2023   | Monastir | ITF W25   | Hartplatz | Iryna Schymanowitsch | Kathleen Kanev Arlinda Rushiti   | 6:1, 6:2         |